# The Girls and Daddy
Pour plus de détails, voir Fiche technique et Distribution.
The Girls and Daddy est un film muet américain réalisé par D. W. Griffith, sorti en 1909.

## Synopsis
Un voleur et son chat qui se sont introduits dans une maison, se retrouvent en concurrence avec un autre voleur pour tenter de dérober l'argent de deux jeunes filles.

## Fiche technique
- Titre : The Girls and Daddy
- Réalisation et scénario : D. W. Griffith
- Société de production et de distribution : American Mutoscope and Biograph Company[1]
- Photographie : G. W. Bitzer et Arthur Marvin
- Pays de production :  États-Unis
- Format[2] : Noir et blanc - Muet - 1,33:1 ou 1,37:1[3] - 35 mm[3],[4]
- Longueur de pellicule : 855[3] ou 901 pieds (275 mètres[4])
- Durée : 15 minutes (à 16 images par seconde)[2]
- Date de sortie : 1er février 1909

## Distribution
Les noms des personnages proviennent de l'Internet Movie Database.
- Florence Lawrence : la première fille du docteur Payson
- Robert Harron : le messager
- Dorothy Bernard
- Charles Gorman
- Mack Sennett : une personne noire au bal / un policier
- Arthur V. Johnson : une personne noire au bal / un policier
- Kate Bruce
- Florence Barker
- Gladys Egan
- D. W. Griffith : une personne noire au bal
- Charles Inslee : un voleur
- Dorothy West : la deuxième fille du docteur Payson
- Wilfred Lucas
- Harry Solter
- Clara T. Bracy
- David Miles : le docteur Payson[3],[5]
- John R. Cumpson : une personne noire au bal[5]
- Anita Hendrie : la personne dans le bureau de poste[3],[5]
- Marion Leonard : une personne noire au bal[5]
- Gertrude Robinson : la personne dans la rue[3],[5]

## Autour du film
Les scènes du film ont été tournées le 31 décembre 1908 et les 1er et 14 janvier 1909 dans le studio de la Biograph à New York et à Fort Lee, dans le New Jersey.
Une copie du film est aujourd'hui conservée à la Bibliothèque du Congrès.